# Herrschereinladung
Als Herrschereinladung (invitatio) bezeichnet man die Herbeiholung oder das Herbeirufen eines neuen Machthabers entweder bei einer Thronvakanz oder als Usurpator zur Absetzung eines regierenden Herrschers. Dieses Mittel zur Königserhebung wurde zum einen vielfach in Dynastien oder Gebieten genutzt, in denen sich noch keine konkrete Nachfolgeregelung eines Machthabers gefestigt hatte. Zum anderen nutzten Adelige die Einladung an einen alternativen Herrscher, um damit ihre Kritik am noch lebenden eigenen Machthaber zu verdeutlichen.

## Geschichte
Dieses Instrument der Herrschaftseinsetzung scheint seinen Ursprung bei den germanisch geprägten Stämmen in der Spätantike zu haben. So berichtet beispielsweise Prokopios von Caesarea von einer Einladung der Heruler an einen im Norden lebenden Stammesgenossen, um ihn zum Machthaber zu ernennen und damit das Aussterben ihres Herrschergeschlechts (stirps regia) zu verhindern. Verbreitung fand es hauptsächlich in den aus der Völkerwanderung hervorgegangenen germanisch geprägten Königreichen des Mittelalters. In Zentral- und Westeuropa lässt es sich vor allem im Frühmittelalter (Fränkisches Reich) fassen; in einigen skandinavischen Monarchien hielt es sich sogar bis in das 15. Jahrhundert. Im Laufe des Mittelalters verlor die Herrschereinladung jedoch zunehmend an Bedeutung aufgrund von festgelegten Nachfolgeregelungen der Dynastien sowie eines Wandels im adeligen Bewusstsein. Anstelle der invitatio trat nun die Königswahl vermehrt in den Vordergrund.
In den zeitgenössischen Quellen wird oftmals das Nomen invitatio verwendet. Einige Historiographen nutzen jedoch auch andere Wörter wie vocare, conventus oder venire. In manchen Quellen lässt sich eine Herrschereinladung zusätzlich durch bestimmte Kriterien erkennen. Dazu zählen die Unzufriedenheit mit dem aktuellen Machthaber und ein Zusammenschluss von weltlichen und geistlichen Großen, um einen potentiellen neuen Herrscher zur Übernahme des Reiches einzuladen.

## Ablauf einer Herrschereinladung
Herrschereinladungen lassen sich in Briefen, historiographischen und hagiographischen Quellen finden. Auslöser für eine solche invitatio war zumeist Unzufriedenheit mit dem amtierenden Machthaber. Laut den Quellen resultierte die Unzufriedenheit aus der Regierungsunfähigkeit oder der Tyrannei des Herrschers. Die invitatio erfolgte im Geheimen, um den vom Umsturz bedrohten Machthaber nicht zu warnen. Bei einer Thronvakanz nutzten einige Adelige ebenfalls das Mittel der Herrschereinladung, um so ihren Wunschkandidaten zur Herrschaft zu verhelfen. Eine Gruppe, in der Regel bestehend aus geistlicher sowie weltlicher Oberschicht, schloss sich zusammen und ließ durch Boten einen alternativen Herrscher zur Machtübernahme einladen. Man versicherte diesem zahlreiche Unterstützer. Der eingeladene Herrscher musste häufig im Gegenzug Versprechungen gegenüber den Einladern abgeben. Andererseits konnte sich ebenfalls der eigentliche Machthaber mit Versprechungen darum bemühen, die illoyalen Gefolgsleute wieder auf seine Seite zu ziehen.

## Beispiele aus dem Frühmittelalter
Für das frühe Mittelalter lassen sich vor allem zur Zeit der Merowinger, Karolinger und noch vereinzelt bei den ottonischen Herrschern invitationes finden. Der langsame Wandel, fort von der invitatio und hin zur Königswahl, lässt sich mit einem gesteigerten Selbstbewusstsein des Adels sowie der verstärkten konsensualen Herrschaftsausübung erklären.
Innerhalb der merowingischen Quellen finden sich zahlreiche Beispiele für die Herrschaftseinladung. Gregor von Tours berichtet beispielsweise von dem Usurpator Gundowald, der von einigen Großen eingeladen wurde, gewisse Gebiete von Guntram I. einzunehmen. Chlodwig I. dagegen überlistete bisher loyale Gefolgsleute Ragnachars und ermutigte sie, ihn als neuen Herrscher einzuladen, um somit ihren aktuellen Machthaber zu stürzen. Nach Konrad Bund handelte es sich bei diesen Einladungsakten um ein Gewohnheitsrecht, was allerdings mit dem Gehorsams- und Treueanspruch in Konflikt geriet. Eine invitatio erhielten zur merowingischen Zeit nur Personen, die mit der Herrscherfamilie verwandt waren oder dies behaupteten. Zudem spielte es eine Rolle, inwieweit sie über Vermögen verfügten. Ab dem Jahr 613 lassen sich bis 830 im fränkischen Raum keine invitationes mehr finden. Ein Grund dafür könnte die gesteigerte Macht der Großen, allen voran der Hausmeier, sein.
Die karolingischen Quellen erwähnen ebenfalls zahlreiche Beispiele für invitationes. So wird beispielsweise der Thronsturz des ostfränkischen Königs Karl III. mit einer vorher erfolgten Einladung an Arnolf von Kärnten begründet. Ludwig der Deutsche wurde mehrere Male in das Reich seines Bruders, Karls des Kahlen, eingeladen, um diesen zu stürzen. Häufiger werden die invitationes nun zusammen mit einer Begründung erwähnt. So wird dem aktuellen Machthaber entweder Regierungsunfähigkeit aufgrund von Krankheit vorgeworfen oder ein tyrannischer Regierungsstil. Anders als bei den Merowingern erhielten ab dem Ende des 9. Jahrhunderts nun auch Personen eine invitatio, die bisher nicht in direkter Linie mit dem Herrschaftshaus verwandt waren, wie zum Beispiel Wido von Spoleto.
Zur Zeit der ottonischen Herrscher lassen sich innerhalb der zeitgenössischen Quellen nur noch wenige invitationes finden. Als Begründung dient oftmals der konsensuale Regierungsstil der Ottonen sowie das Erstarken des Adels. Hauptsächlich sind es Einladungen von italienischen Großen, die um Beistand bitten. Beispielsweise wurde Otto I. zweimal eingeladen, um die Bevölkerung von der tyrannischen Herrschaft Berengars II. und dessen Sohn zu befreien.
Für die frühmittelalterlichen skandinavischen Herrscher lässt sich als Beispiel die Einladung an Håkon I. nennen. Dieser wurde aus England nach Norwegen eingeladen, um seinem Halbbruder Erik I. die Macht zu entreißen. Als Begründung diente erneut der tyrannische Regierungsstil Eriks I.